# Широколиственные леса

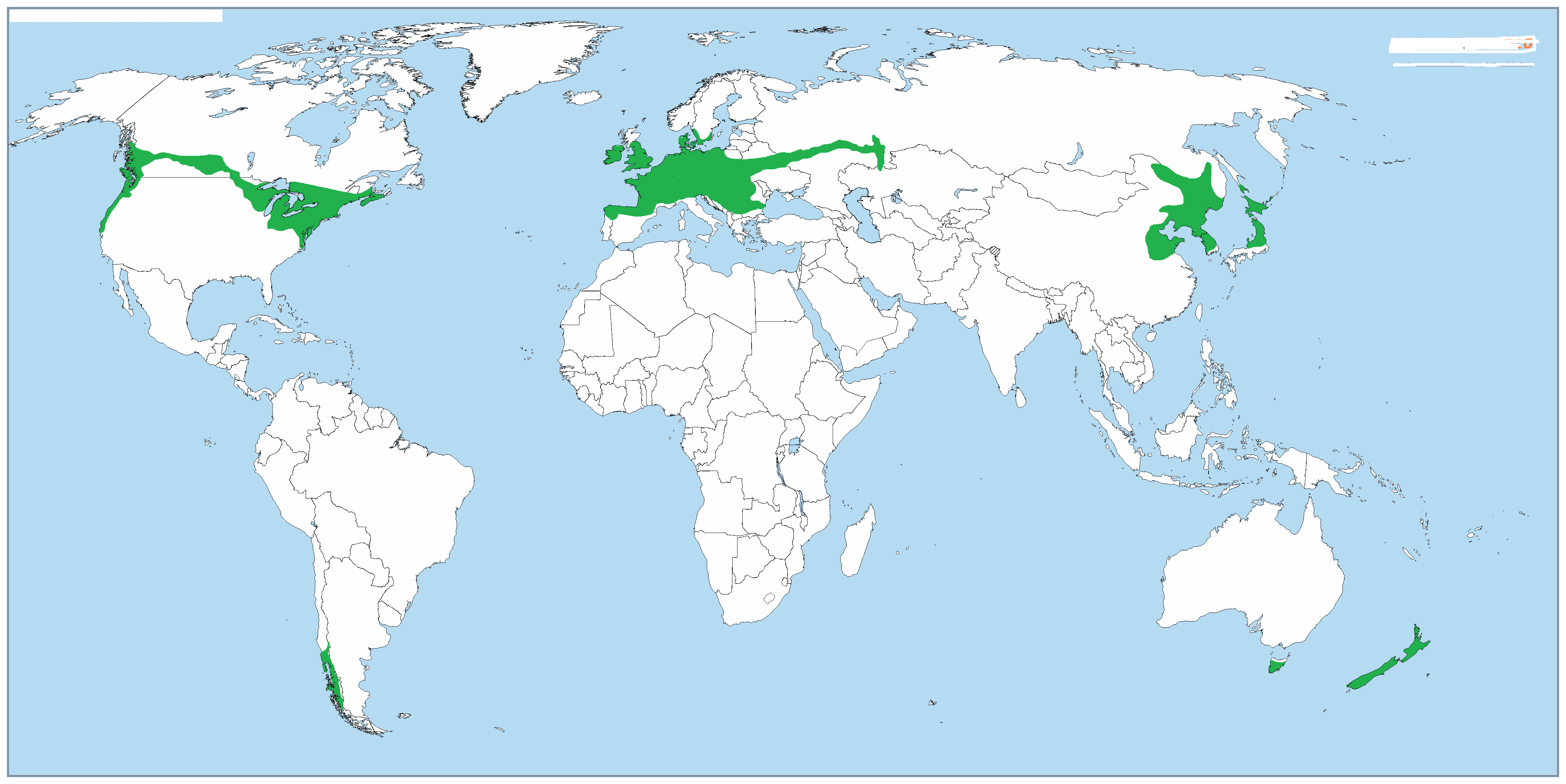
Широколиственные леса

Широколи́ственные леса́ — разновидность лиственных лесов, образованных листопадными деревьями с широкими листовыми пластинками.
Широколиственные леса приурочены к влажным и умеренно-влажным районам умеренного климата с ослабленной континентальностью, равномерным распределением осадков в течение года и относительно высокими температурами.
Почвы широколиственных лесов — обычно серые, тёмно-серые и бурые лесные; реже — чернозёмы и дерново-подзолистые.

## Распространение
Распространены в Европе, Северной Америке, Восточной Азии, на юге Чили и островах Новой Зеландии.

## Климат
Умеренно тёплый климат характеризуется тёплым, продолжительным летом и мягкой зимой. Годовая сумма осадков, равномерно распределённых в течение года, несколько выше испарения, что существенно снижает уровень заболоченности грунтов. Средняя температура летних месяцев +19…24°С

## Растительный мир
Древесные породы таких лесов в Европе представлены, главным образом, буком и дубом; реже — грабом, липой. Обычны также ясень, вяз, клён. В Северной Америке наиболее широко распространены кленово-буковые, дубово-гикоровые, дубовые, а в прошлом — дубово-каштановые леса. Для подлеска Восточной Европы обычны лещина, полевой и татарский клёны, черёмуха, бересклеты. В травяном покрове господствуют мезофильные, эвтрофные или мезотрофные виды, в европейских лесах — пролесник, сныть, зеленчук, копытень, медуница, ясменник, осока волосистая и другие.
Широколиственным лесам свойственны весенние эфемероиды-геофиты: хохлатка, ветреница, зубянка, подснежник, пролеска, гусиный лук, которые успевают пройти цикл развития от распускания листьев до созревания семян весной, до развёртывания листьев деревьев.

## Животные
Часть Голарктической зоны.

### Млекопитающие
Млекопитающие широколиственных лесов Западной и Восточной Европы: дикий кабан, олени (благородный олень; в лесной зоне вне Европы встречаются такие его подвиды, как, например, марал, вапити, изюбрь), лось, косуля, зубр, лесная белка, бурундук, бобр, рыжая полёвка, желтогорлая мышь, сони (полчок, лесная соня, садовая и орешниковая), заяц-беляк, заяц-русак, обыкновенный ёж, лесная кошка, рысь, лисица, волк, бурый медведь, барсук, горностай, лесная куница, ласка, норка европейская. Крупные животные сохранились лишь в отдельных массивах, не уничтоженных хозяйственной деятельностью человека (например, в Карпатских горах).
Фауна муссонных широколиственных лесов на Дальнем Востоке (амурско-уссурийских, китайских, корейских) особенно богата, так как туда проникают виды с юга. Из млекопитающих характерны уссурийский крот, маньчжурский заяц, пятнистый олень, горал, гималайский, или белогрудый медведь, харза, енотовидная собака, амурский тигр, дальневосточный леопард, дальневосточный лесной кот.
Необычное животное широколиственных лесов Америки — скунс. По чёрной шубке скунса от головы к большому пушистому хвосту проходят две широкие белые полосы. Другой лесной обитатель, свойственный Америке, — енот, или енот-полоскун.

### Птицы
Встречаются ястреб-тетеревятник, иволга, поползень, чиж, рябчик, тетерев-косач, глухарь, дрозд-рябинник, соловей, синица, снегирь, жаворонки, серый журавль, зяблик, кукушка, дубонос, большой пёстрый, зелёный и средний дятлы, осоед, канюк, совы, филины, чёрные стрижи, голуби, аисты, вороны, галки, сороки, грачи, гуси, утки и др.; в Азии: личинкоед, белоглазка, голубая сорока, широкорот, фазан, утка-мандаринка.

### Рептилии и амфибии
Рептилии: уж, гадюка, эскулапов полоз, змея медянка (неправильно считающаяся ядовитой), безногая ящерица веретеница, зелёная и живородящая ящерицы, болотная черепаха. Если рассматривать территорию России, то нельзя не упомянуть дальневосточную черепаху, или китайского трионикса (Pelodiscus sinensis).
Земноводные: квакша, прудовая, травяная и остромордая лягушки, зелёная жаба, жерлянки, гребенчатый тритон, пятнистая саламандра.

### Рыбы
Сом, щука, пескарь, карповые, лососёвые и другие.